# Georg Irmer (Archivar)
Georg Irmer (* 3. November 1853 in Dessau; † 13. Juni 1931 in Berlin) war ein deutscher Archivar, Konsul und Historiker.

## Leben
Irmers Eltern waren der Kaufmann Leopold Irmer und seine Frau Leopoldine geb. Trankhorst. Irmer besuchte das Gymnasium in Dessau. Nach dem Abitur (1874) studierte er an der Georg-August-Universität Göttingen und der Friedrichs-Universität Halle Philosophie und Geschichte. 1875 wurde er im Corps Normannia-Halle aktiv. Als Inaktiver wechselte er an die Friedrich-Wilhelms-Universität zu Berlin. Am 14. November 1877 wurde er in Halle zum Dr. phil. promoviert. Seit dem 2. Januar 1878 im preußischen Archivdienst, kam er am 1. Mai 1881 als Archiv-Sekretär an das Staatsarchiv Marburg und im April 1885 an das Staatsarchiv Hannover. Dort blieb er bis zum Juli 1892. Am 1. Juli 1892 wurde er zum Archivar I. Klasse ernannt.
Am 31. Mai 1892 als Hilfsarbeiter in den Auswärtigen Dienst einberufen, kam er in die Abteilung IV (Kolonien). Am 10. Dezember 1893 wurde er als Landeshauptmann für das Schutzgebiet der Marshallinseln beordert. Die Übernahme der Geschäfte in Jaluit erfolgte am 11. Mai 1894. Er wurde am 7. Februar 1897 abgelöst und wurde nach längerem Urlaub ab dem 24. September 1897 kommissarisch im Auswärtigen Amt beschäftigt. In der Abt. IV (Kolonien) leitete er das Referat V (Schutzgebiete Kamerun und Marshallinseln, politische Angelegenheiten von Westafrika). Seit dem 10. März 1898 ständiger Hilfsarbeiter, erhielt er am 23. August 1898 den Charakter als Legationsrat. Am 18. März 1899 wurde er Wirklicher Legationsrat und Vortragender Rat. Nachdem er im September 1900 die konsularische Prüfung bestanden hatte, war er vom 15. Oktober 1900 bis zum 14. Januar 1907 Generalkonsul in Genua. Am 21. Mai 1907 wurde er als Generalkonsul nach Sydney versetzt. Am 12. April 1910 trat er eine Dienstreise an. Seit dem 2. Juni 1910 in Urlaub und Krankenurlaub, wurde er am 20. Februar 1911 in den Ruhestand versetzt. Vom 6. September 1920 bis zum 31. Dezember 1921 war er Vorsitzender einer Spruchkommission beim Reichskommissar für Auslandsschäden (Peter Conze).
Verheiratet war er seit dem 25. August 1881 mit der Pastorentochter Magdalene geb. Jaeger. Aus der Ehe gingen die Kinder Wolfgang, Walter (* 15. August 1885) und Leo hervor.
In seinen Büchern befasste er sich mit Hans Georg von Arnim-Boitzenburg, den Deutschen Kolonien und dem englischen Imperialismus.

## Schriften
- Die Verhandlungen Schwedens und seiner Verbündeten mit Wallenstein und dem Kaiser von 1631–1634, 3 Bde. Leipzig 1888–1891.
- Hans Georg von Arnim. Lebensbild eines protestantischen Feldherrn und Staatsmanns aus der Zeit des 30-jährigen Krieges. Leipzig 1894.
- mit Karl Lamprecht und Franz von Liszt (Hrsg.): Zwischen Krieg und Frieden. H. 1–13, darin: Los vom englischen Weltjoch! (H. 4.) Leipzig 1914.
- Völkerdämmerung im Stillen Ozean. Leipzig 1915.